# Formicascia inquilina
Formicascia inquilina är en kräftdjursart som först beskrevs av Van Name 1936.  Formicascia inquilina ingår i släktet Formicascia och familjen Philosciidae. Inga underarter finns listade i Catalogue of Life.